# Phengaris daitozana
Phengaris daitozana är en fjärilsart som beskrevs av Alfred Ernest Wileman.
Phengaris daitozana ingår i släktet Phengaris, och familjen juvelvingar. Inga underarter finns listade i Catalogue of Life.
Phengaris daitozana som beskrevs 1911 anses vara en synonym till Phengaris atroguttata.